# Agnes Macreadyová
Agnes Macreadyová (1855–1935) byla australská zdravotní sestra a novinářka, která je považována za první australskou ženskou válečnou korespondentku.

## Mládí
Narodila se v Rathfrilandu v severoirském hrabství Down v roce 1855 Henrymu Macreadymu a jeho ženě Jane. Byla nejstarší z jejich pěti dětí. Když jí bylo 12 let, rodina emigrovala do Nového Jižního Walesu. Ve svých 25 letech začala se studiem na zdravotní sestru na Royal Prince Alfred Hospital v Sydney. Poté pokračovala ve studiu na chirurgickou sestru v Melbourne.
V roce 1898 začala psát články a básně pro noviny v Sydney The Catholic Press pod pseudonymem Arrah Luen. Některé z jejích prací byly přetisknuty v amerických a irských novinách.

## Kariéra
Dne 24. října 1899, pouhé dva týdny po vyhlášení války v Jižní Africe, si koupila lístek na parník a odjela ze Sydney do Durbanu, odhodlána starat se o vojáky zraněné během búrské války. V Africe se však vylodila ještě před příjezdem prvního australského vojenského kontingentu a britská válečná kancelář jí sdělila, že žádné zdravotní sestry nejsou v zemi potřeba, a doporučila jí zemi opustit. Nicméně se jí dostalo také rady, aby s nabídkou svých služeb oslovila venkovské oblasti. To také udělala a bylo ji nabídnuto místo ve Fort Napier Military Hospital v Pietermaritzburgu. Poté jako zdravotní sestra sloužila v Ladysmithu během jeho obležení. Později působila také ve Wyburgu a Pretorii a také v táboře pro búrské zajatce v Simon's Townu.
Před návratem do Sydney ji The Catholic Press ustanovil zvláštní válečnou korespondentkou a ona tedy do novin posílala zprávy z bojiště. Její zprávy byly často kritizovány Brity a sympatizujícími Búry.
V září 1901 se vrátila do Sydney na nemocniční lodi, kde dohlížela na zraněné vojáky z Dawes Pointu. V Austrálii se stala vrchní sestrou v nemocnici ve Wyalongu, poté v roce 1904 přestoupila do nemocnice v Kurri Kurri. Neustále pokračovala i v psaní pro The Catholic Press.